# Sofija Medić
Sofija Medić, född 10 januari 1991 i Belgrad, Jugoslavien (numera Serbien) är en  volleybollspelare (center).
Medić spelade med Serbiens landslag vid EM 2015 där laget tog brons samt vid European Volleyball League 2013, där laget kom femma, och europeiska spelen 2015, där de kom trea. Medić har spelat med klubbar i Serbien, Ungern, Rumänien och Grekland. Hon har blivit rumänsk och serbisk mästare.